# 1994 en Inde
Chronologie de l'Inde
- 1990
- 1991
- 1992
- 1993
- 1994
- 1995
- 1996
- 1997
- 1998

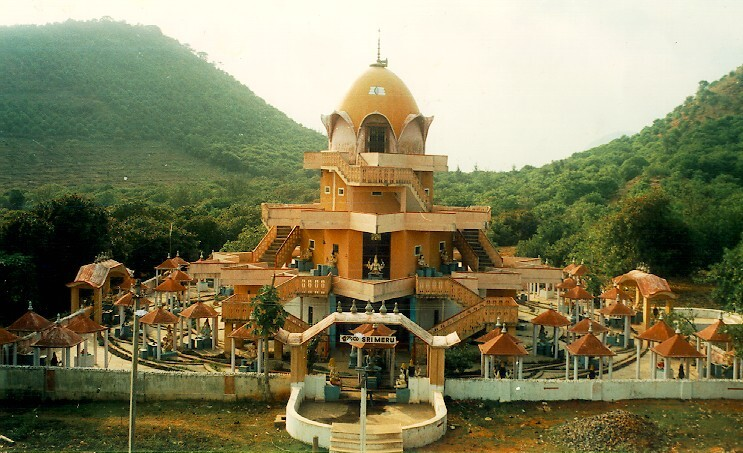
Inauguration du temple près de Visakhapatnam.

Cette page concerne les évènements survenus en 1994 en Inde :

## Évènement
- février : Traité de relations amicales et de coopération dans le cadre des relations Inde-Mongolie (en)
- 8 mars : Crash du Boeing 737 de la Sahara Ailines (en) à proximité de Delhi.
- 11 mars : Verdict dans l'affaire S. R. Bommai c. l'Union de l'Inde (en)
- 7 mai : Assassinat de Sunit Khatau (en)
- juillet : Affaire de viol Jalgaon (en), trafic humain, esclavage sexuel et viol.
- 20 mai : Sushmita Sen est couronnée Miss Univers.
- 26 août-18 octobre : Peste pneumonique en Inde (en)
- 28 août : Désastre de la mine de Rajpura Dariba
- 12 octobre : 
  - Campagne Halla Bol (en)
  - Affaire de la fusillade de Rampur Tiraha (en)
- 15 octobre : Lancement du satellite d'observation IRS-P2 (en)
- 20 octobre : Enlèvements d'Occidentaux en Inde
- 23 novembre : Bousculade de Gowari

## Cinéma
- 39e cérémonie des Filmfare Awards
- 41e cérémonie des National Film Awards (en)
- 14e cérémonie du Cinéma Express (en)
- Les films Hum Aapke Hain Koun..!, Mohra (en), Krantiveer, Raja Babu et Main Khiladi Tu Anari se classent aux premières places du box-office indien pour l'année 1994.

Autre sortie de film
- 1942: A Love Story
- À l'abri de leurs ailes
- Aa Gale Lag Jaa
- Aag
- Aatish
- Andaz
- Andaz Apna Apna
- Anjaam
- Destinée
- Dulaara
- Gopi Kishan
- Khuddar
- Prem Shakti
- La Reine des bandits
- Suhaag
- Udhaar Ki Zindagi
- Yeh Dillagi
- Yeh Lamhe Judaai Ke

## Littérature
- Ajavasnan Matsya (en), recueil de poèmes de Pravin Pandya (en).

## Sport
- Coupe Jayalalitha, football féminin.
- Participation de l'Inde aux Jeux asiatiques (en) de Hiroshima.
- Participation de l'Inde aux Jeux du Commonwealth (en) de Victoria.

## Création
- Temple Devipuram (en)

## Naissance
- Rajesh Bind (en), lanceur de javelot.
- Adarsh Gourav (en), acteur et chanteur.
- Chhavi Pandey (en), actrice.

## Décès
- Dhirendra Brahmachari, mentor de yoga.
- Rahul Dev Burman, compositeur de musiques de films.
- L. V. Prasad (en), acteur, réalisateur.